# Ines Teresa Hortensia Flouret
Ines Teresa Hortensia Flouret (* 1. September 1926 in Deán Funes, Provinz Córdoba; † 2009) war eine argentinische Diplomatin.

## Leben
Sie wurde als erste Frau des Studienganges Diplomatie der Universidad Nacional de Rosario, 1952 in den auswärtigen Dienst aufgenommen. 1968 war sie Geschäftsträgerin bei der UNESCO in Paris. In den späten 1980er Jahren war sie Botschafterin in Norwegen, sowie als Gesandtschaftssekretärin, Geschäftsträgerin beim UN-Hauptquartier. Von 1986 bis 1989 war sie Botschafter in Neu-Delhi sowie bei den Regierungen in Sri Lanka akkreditiert.
In der Privatwirtschaft war sie Aktionärin der Rundfunkanstalt El Carmen und Lizenzinhaberin des Canal 2. Sie wurde im Cementerio Parque Memorial en Pablo Nogués, Buenos Aires beigesetzt.

## Veröffentlichungen
- "India: reflexiones y recuerdos", Las relaciones económicas y comerciales argentino-indias, Cuadernos de estudio de las relaciones internacionales Asia-Pacífico — Argentina N° 3, Coordinado por Eve I.
- La doctrina de la plataforma submarina. En 8°, 132 págs. Artes Gráficas «Arges», Madrid, 1952